# Seven Lives Many Faces
Albums de Enigma
Eppur si muove
(2006) The Platinum Collection
(2009)
Seven Lives Many Faces est le 7e album d’Enigma qui est sorti le 19 septembre 2008.
Le premier single de l’album, Seven Lives est sorti le 8 août 2008. Le second titre sorti est La Puerta Del Cielo.

## Titres
1. Encounters
2. Seven Lives
3. Touchness
4. The Same Parents
5. Fata Morgana
6. Hell’s Heaven
7. La Puerta del Cielo
8. Distorted Love
9. Je T’aime Till My Dying Day
10. Déjà vu
11. Between Generations
12. The Language of Sound

## Ventes
- France : 2 000 exemplaires (estimation)[1]